# Georg Gaß
Georg Gaß (* 24. März 1878 in Drösing; † 20. September 1944 in Wien) war ein österreichischer Tierarzt, Publizist, Belletrist und Politiker.

## Leben
Gaß wurde als Sohn des Landwirts, Bäckermeisters und Bürgermeisters von Drösing, Georg Gaß, sowie dessen Frau Annemarie, geborene Schweinberger, geboren. Gaß besuchte das Gymnasium und die Tierärztliche Hochschule in Wien, trat 1902 in den öffentlichen Dienst und arbeitete in Saaz, Wien, Cilli und Windischgrätz als Tierarzt. Er leistete seinen Kriegsdienst als Landsturm Tierarzt ab und wurde Divisions Cheftierarzt.
Mit dem 21. Mai 1927 schied Gaß aus der Landesregierung aus und wurde Landesveterinärdirektor für die Steiermark. Er war zudem Präsident des Grazer Trabrennvereins, des Verbandes der österreichischen Provinztrabvereine und des steiermärkischen Tierschutzvereines.
Gaß heiratete 1908 seine Frau Bertha, geborene Sauer, mit der er zwei Söhne (* 1911 bzw. 1914) und eine Tochter (* 1913) hatte.

## Politik
Gaß war von 1918 bis 1934 Abgeordneter zum Steiermärkischen Landtag und gehörte ab dem 26. November 1920 zudem der Steiermärkischen Landesregierung an. Er war Mitglied der Landesregierungen Rintelen II und III sowie Landesrat in der Landesregierungen Prisching und Gürtler.

## Schriften
- Der bajuwarische Wandersmann. U. Moser, Graz u. a. 1922.
- Labsal im Trübsal. Bunte Geschichten. U. Moser, Graz u. a. 1923.
- Achter Ulanen. Lustige Reitergeschichten aus Altösterreich (= Tagblatt-Bibliothek. Nr. 1077/1080, ZDB-ID 599655-7). Steyrermühl, Leipzig u. a. 1934.